# Friedrich-Karl Thielemann
Friedrich-Karl „Friedel“ Thielemann (* 17. April 1951 in Mülheim an der Ruhr) ist ein deutscher theoretischer Astrophysiker, der in der Schweiz lebt.

## Leben
Thielemann studierte an der TH Darmstadt, wo er 1976 sein Diplom erwarb und 1980 bei Wolfgang Hillebrandt (in Garching) und E. R. Hilf in nuklearer Astrophysik promovierte. Als Post-Doc war er bei David Schramm und David Arnett an der University of Chicago, William A. Fowler am Caltech, Hans Klapdor am Max-Planck-Institut für Kernphysik, am Max-Planck-Institut für Astrophysik in Garching (bei Hillebrandt) und an der University of Illinois (bei J. W. Truran). Ab 1986 war er als Assistant Professor und ab 1991 als Associate Professor am Harvard Smithsonian Center for Astrophysics und am Harvard Observatory der Harvard University. 1994 wurde er Professor an der Universität Basel. 1995 war er Gastprofessor an der Universität Turin und 1997 bis 2001 Gastwissenschaftler am Oak Ridge National Laboratory.
Neben theoretischer und rechnergestützter Astrophysik (Computational Astrophysics) und nuklearer Astrophysik (einschließlich dort wichtiger Kernreaktionen und Eigenschaften instabiler Kerne, Zustandsgleichung von Quark- und Kernmaterie hoher Dichte) beschäftigt er sich mit der für die Modellierung astrophysikalischer Plasmen wichtigen subatomaren Prozesse. Er untersuchte unter anderem Supernovae, Röntgen- und Gammastrahlen-Burster, Verschmelzung von Neutronensternen, Entstehung schwerer Elemente und Evolution chemischer Elemente in Galaxien.
1979 erhielt er die Otto-Hahn-Medaille. Seit 1998 ist er Fellow der American Physical Society. 2008 erhielt er den Hans-A.-Bethe-Preis für seine vielen herausragenden Beiträge zum Verständnis der Nukleosynthese, der Sternentwicklung und Sternexplosionen. Seit 2004 ist er Mitglied des Schweizer Forschungsrats. 2012 erhielt er den Lise-Meitner-Preis. 2015 wurde er in die Academia Europaea gewählt. Für 2020 wurde Thielemann die Karl-Schwarzschild-Medaille zugesprochen.